# Liste der Monuments historiques in Saint-Victor-sur-Ouche
Die Liste der Monuments historiques in Saint-Victor-sur-Ouche führt die Monuments historiques in der französischen Gemeinde Saint-Victor-sur-Ouche auf.

## Liste der Objekte
| Bezeichnung                | Beschreibung                                            | Standort                       | Kennzeichnung | Schutzstatus | Datum | Bild |
| -------------------------- | ------------------------------------------------------- | ------------------------------ | ------------- | ------------ | ----- | ---- |
| Grabstein                  | Kalkstein, 13. Jahrhundert                              | in der Kirche St-Victor (Lage) | PM21002100    | Classé       | 1960  |      |
| Skulptur Heiliger Viktor   | Holz, farbig gefasst und vergoldet, 17. Jahrhundert     | in der Kirche St-Victor (Lage) | PM21002101    | Classé       | 1969  |      |
| Kruzifix                   | Holz, 20. Jahrhundert, Bildhauer Henri Vincenot         | La Pourrie, im Wohnhaus (Lage) | PM21005452    | Inscrit      | 2020  |      |
| Skulptur Heiliger Vinzenz  | Holz, 20. Jahrhundert, Bildhauer Henri Vincenot         | La Pourrie, im Wohnhaus (Lage) | PM21005453    | Inscrit      | 2020  |      |
| Skulptur Madonna mit Kind  | Holz, 20. Jahrhundert, Bildhauer Henri Vincenot         | La Pourrie, im Wohnhaus (Lage) | PM21005454    | Inscrit      | 2020  |      |
| Doppelstöckiges Himmelbett | Holz, bemalt, 20. Jahrhundert, Bildhauer Henri Vincenot | La Pourrie, im Wohnhaus (Lage) | PM21005455    | Inscrit      | 2020  |      |